# Aegotheles cristatus
El egotelo australiano (Aegotheles cristatus) es una especie de ave caprimulgiforme de la familia Aegothelidae originaria de los bosques abiertos de Australia y el sur de Nueva Guinea. Es el ave nocturna más común de Australia, y a pesar de sufrir la depredación y la competencia por las especies introducidas no se considera amenazada.

## Descripción y hábitats

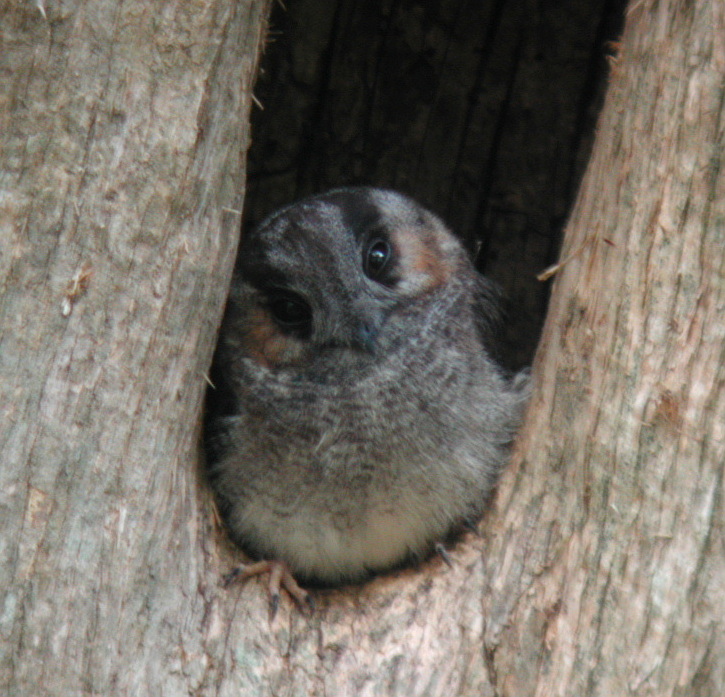
Ejemplar descansando en el hueco de un árbol.

El egotelo australiano es un miembro de tamaño menor a la media de su género. El plumaje de sus partes superiores es gris jaspeado y sus partes inferiores blanquecinas. Presenta un característico patrón facial listado en la cabeza, con anchas franjas oscuras que llegan verticalmente desde su píleo a los ojos. En el norte de Australia las hembras pueden presentar un morfo rufo. El tono general del plumaje de las poblaciones del desierto es más claro. Está adaptado para vivir en bosques abiertos por lo que tiene alas más puntiagudas y patas más grandes que el resto de miembros de su familia que viven en bosques densos, aunque puede también vivir en bosques densos en Queensland y Nueva Guinea, además de en manglares, herbazales y zonas de matorral.

## Comportamiento

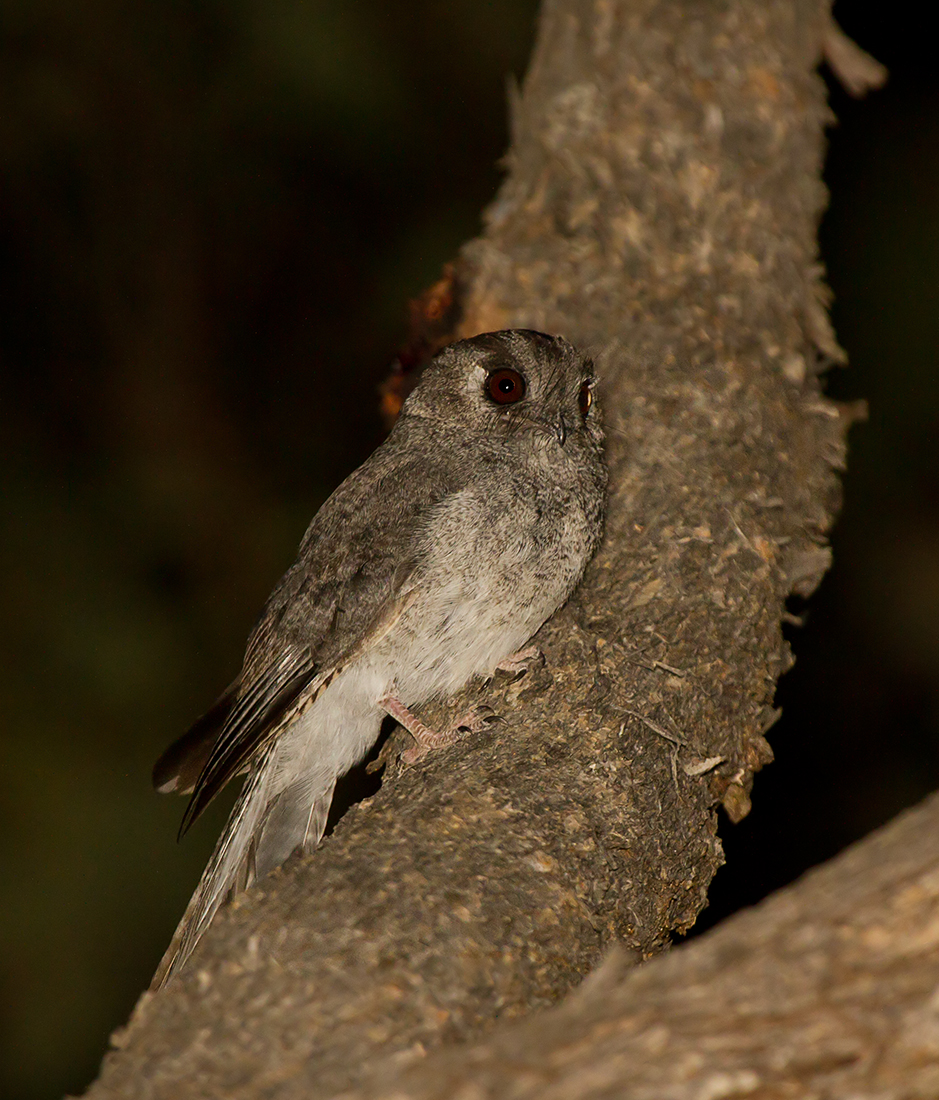
Egotelo australiano

El egotelo australiano se alimenta de noche de insectos, especialmente escarabajos, saltamontes, y hormigas. Caza lanzándose en picado hacia sus presas desde atalayas como ramas o trocos. También puede atrapar insectos al vuelo. Durante el día descansa en huecos de árboles, tanto para esconderse de los depredadores como para evitar el acoso de otras aves que los confunden con los búhos.
El egotelo australiano anida en los huecos de los árboles y otro tipo de grietas y hoyos, que ambos miembros de la pareja recubre con hojas. La puesta suele constar de tres o cuatro huevos que la hembra incuba durante un mes. Ambos miembros de la pareja alimentan a los pollos que tardan aproximadamente otro mes en desarrollarse. Los juveniles se quedan con sus padres unos meses más tras abandonar el nido.